# Osmylops halberdis
Osmylops halberdis is een insect uit de familie van de Nymphidae, die tot de orde netvleugeligen (Neuroptera) behoort. 
Osmylops halberdis is voor het eerst wetenschappelijk beschreven door Oswald in 1998.